# Силуэт-автомат
Силуэ́т-автома́т — советский шкальный фотоаппарат с автоматической установкой экспозиции (приоритет диафрагмы).
Выпускался на Белорусском оптико-механическом объединении с 1977 по 1984 год.

## Описание
Предшественником «Силуэт-автомата» являлся шкальный фотоаппарат «Силуэт-электро», выпускавшийся в рамках унифицированного семейства «Вилия». Четыре фотоаппарата этого семейства выпускались в одинаковых пластмассовых корпусах, с одинаковыми объективами и отличались только способом установки экспозиции: «Вилия» — ручная установка, «Вилия-авто» — программный автомат с селеновым фотоэлементом, «Силуэт-электро» — автомат с приоритетом диафрагмы, «Орион-ЕЕ» — автомат с приоритетом выдержки. На камерах «Силуэт-электро» и «Орион-ЕЕ» стояло экспонометрическое устройство с сернисто-кадмиевым (CdS) фоторезистором, аппараты нуждались в источнике питания.
В отличие от предшественника, «Силуэт-автомат» выполнен в металлическом корпусе, оснащён более светосильным объективом «Индустар-92» 2,8/38. Имелись и другие технические отличия.
Ранние выпуски «Силуэт-автомата» назывались «Силуэт-2».
В качестве замены камеры «Орион-ЕЕ» (автомат с приоритетом выдержки) был разработан «Орион-2», серийно не выпускался.
С 1980 по 1984 на ЛОМО выпускалась похожая по внешнему виду дальномерная фотокамера Электра-112.
Устройство фотоаппарата позволяет взводить курок во время отработки длинной выдержки (порой выходящей за пределы максимальной прописанной в инструкции, из-за чего может показаться что фотоаппарат не экспонирует кадр), что приводит к поломке затвора.

## Технические характеристики
- Тип применяемого фотоматериала — 35-мм перфорированная фотокиноплёнка шириной 35 мм (фотоплёнка типа 135) в стандартных кассетах. Размер кадра — 24×36 мм.
- Корпус — металлический, с открывающейся задней стенкой, скрытый замок.
- Курковый взвод затвора и перемотки плёнки. Обратная перемотка рулеточного типа. Курок имеет транспортное и рабочее положение.
- Фотографический затвор — центральный с электронным управлением. Выдержки затвора — от 8 до 1/500 сек. Выдержка синхронизации с электронной фотовспышкой — 1/30 с.
- Центральный синхроконтакт «Х», кабельный синхроконтакт.
- Объектив «Индустар-92» 2,8/38, минимальная дистанция фокусировки 0,8 м.
- Видоискатель — оптический, с кадроограничительными рамками для компенсации параллакса.
- Экспонометрическое устройство с сернисто-кадмиевым (CdS) фоторезистором. Источник питания автоматической экспонометрии — батарея 4РЦ-53 (6 вольт) или четыре дисковых никель-кадмиевых аккумулятора Д-0,06[1] или четыре ртутно-цинковых элемента РЦ-53[2] (современный аналог РХ-625[3]). Светодиодная индикация избыточной освещённости и длительной (более 1/30 сек) выдержки, а также контроль источника питания. При применении светофильтров автоматически вносится поправка на их плотность.
- Выдержка от 8 до 1/500 сек. устанавливается автоматически, диафрагма устанавливается вручную. При отключенной автоматике возможен ручной выбор диафрагмы при единственной выдержке 1/30 с (этот же режим используется при съёмке с фотовспышкой). Выдержка «В» отсутствует.
- При вставлении фотовспышки в обойму происходит отключение автоматики. Кабельный синхроконтакт, центральный синхроконтакт «Х».
- Диапазон светочувствительности фотоплёнки 22 — 350 ед. ГОСТ (25 — 400 ед. ASA).
- Автоспуск отсутствует.
- На фотоаппарате установлено штативное гнездо с резьбой 1/4 дюйма.

## «Силуэт-автомат» в розничной продаже
Стоимость фотоаппарата «Силуэт-автомат» в начале 1980-х годов — 140 рублей, в середине 1980-х годов — 95 рублей.
Стоимость предшественника «Силуэта-электро» в зависимости от футляра (мягкий или жёсткий) — 65 или 67 рублей.

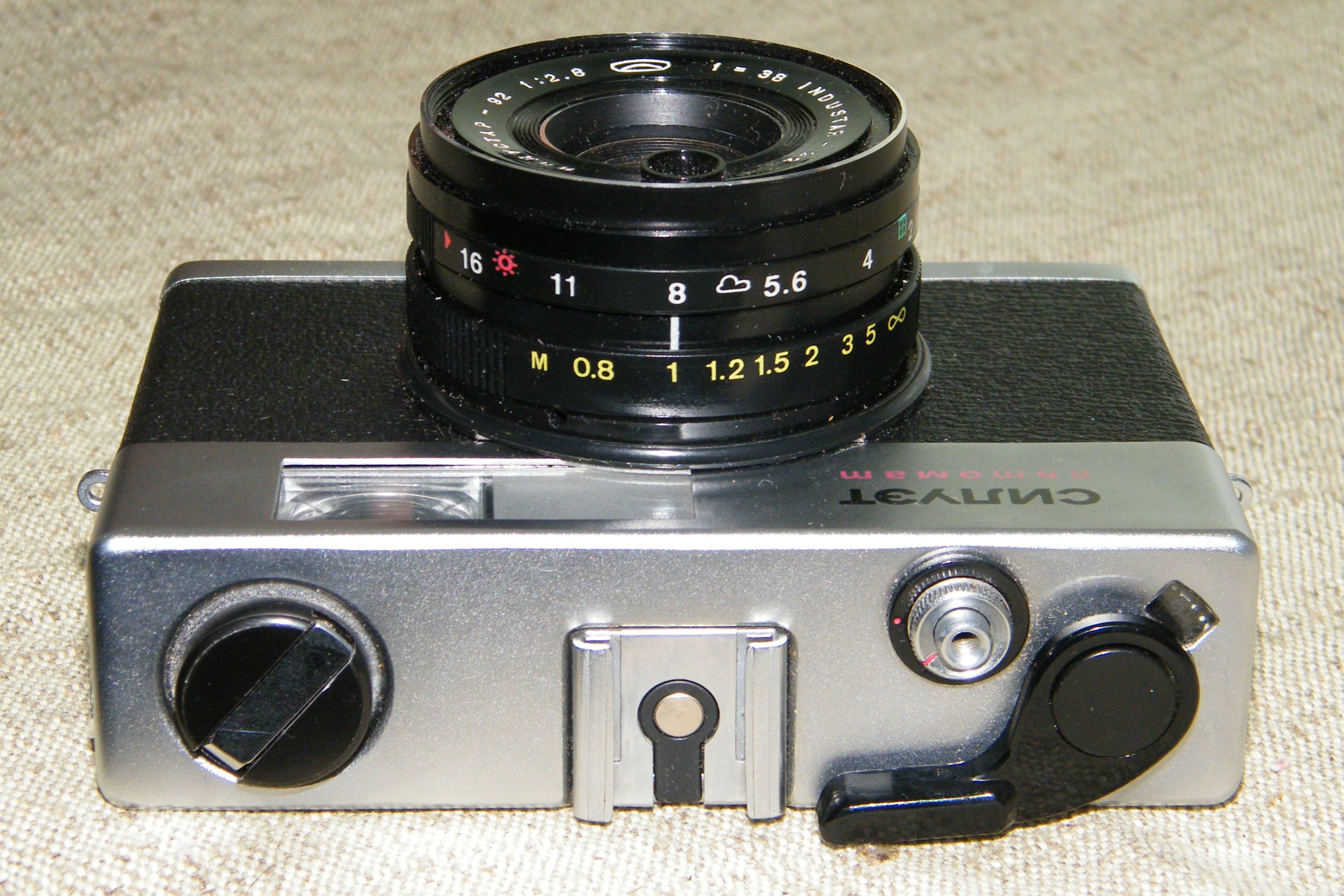
Верхняя панель
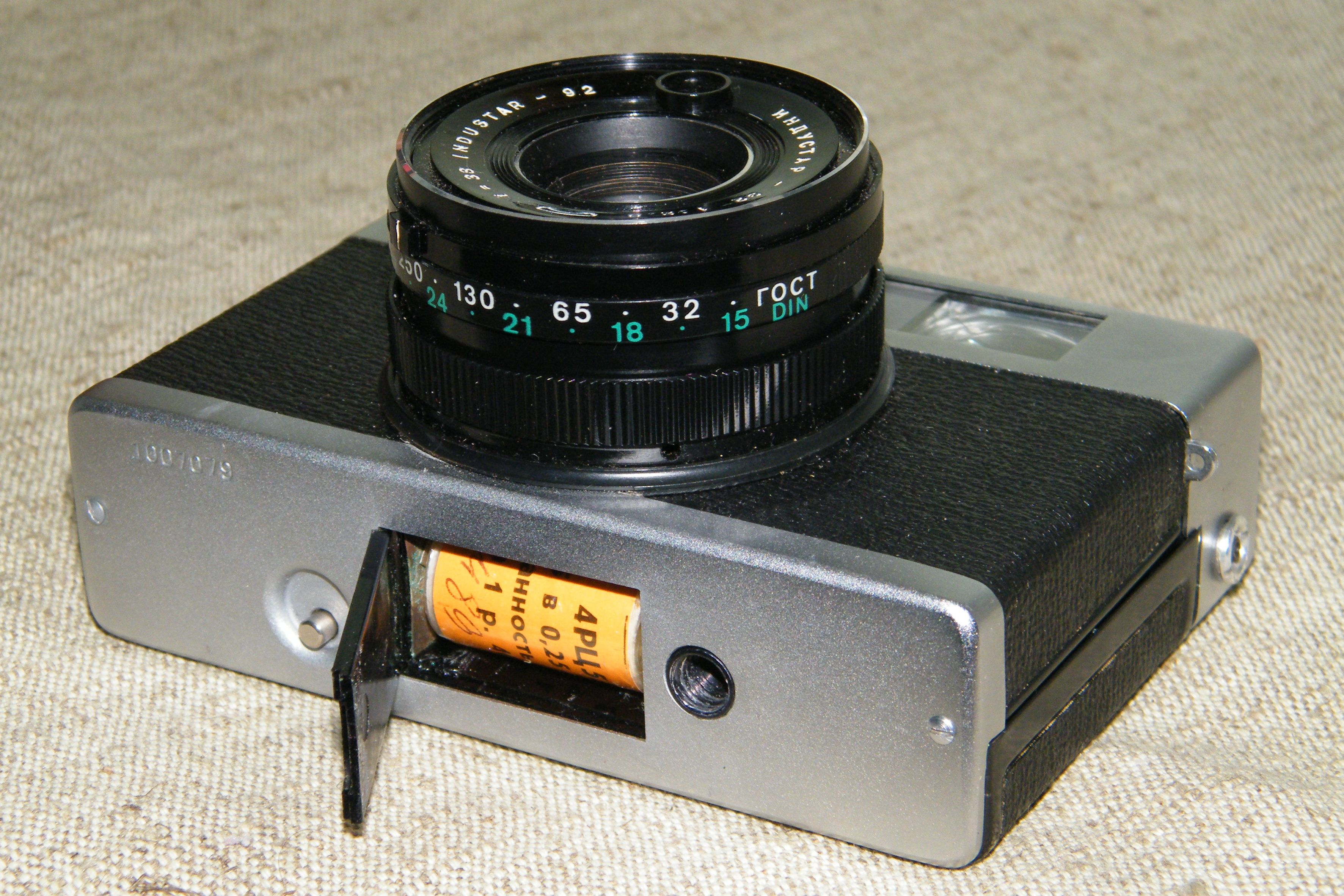
Нижняя панель, открыт батарейный отсек, оригинальная батарея 4РЦ-53
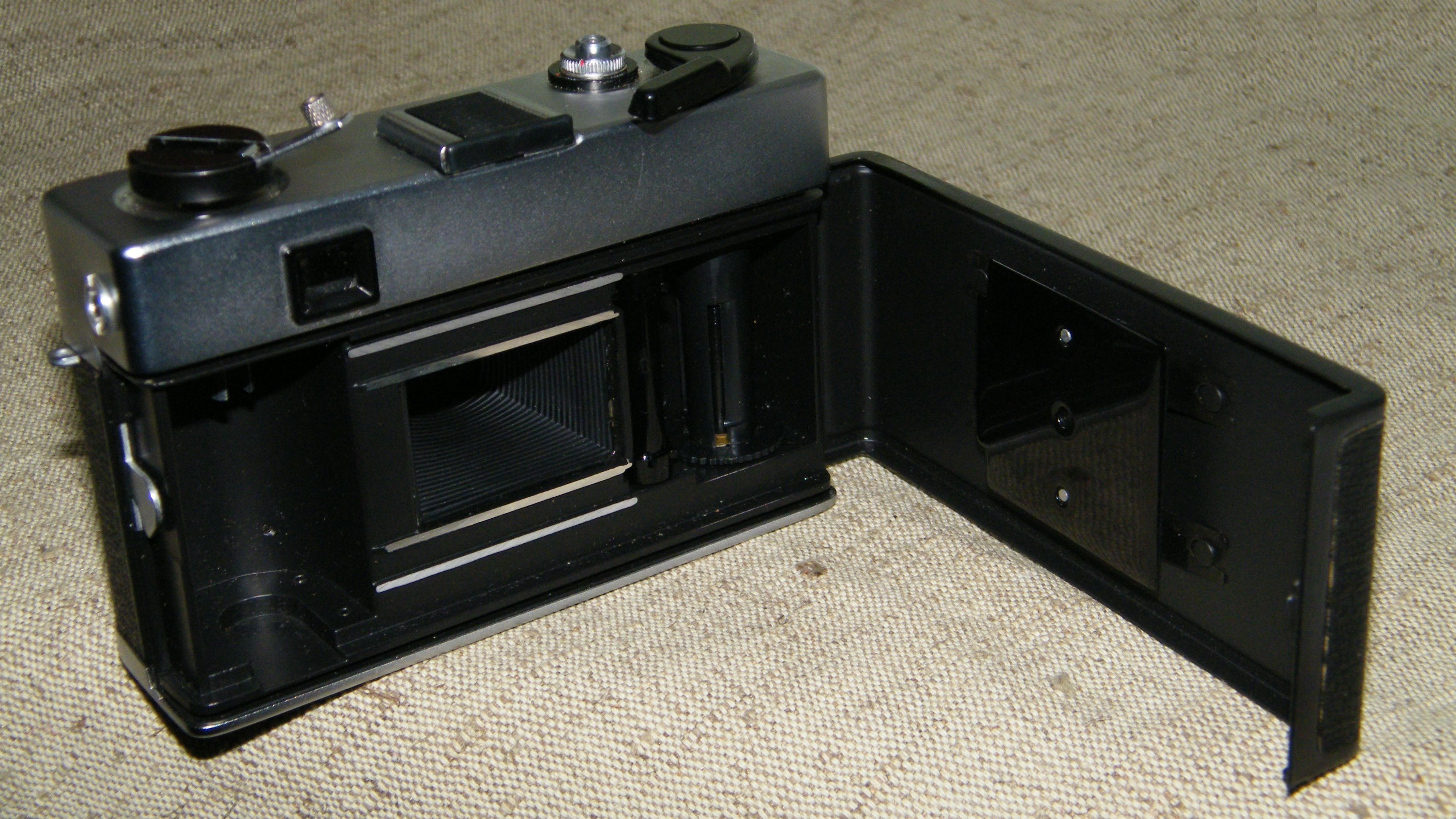
Задняя стенка открыта